# Syllepte mollingeri
Syllepte mollingeri là một loài bướm đêm trong họ Crambidae.